# Jean Noté
Jean-Baptiste Noté (Doornik, 6 mei 1858 – Brussel, 1 april 1922) was een Belgisch bariton.
Hij was zoon van dagloner (journalière) Christine Noté (vader onbekend).
Het zag er in eerste instantie niet naar uit dat hij zanger werd. Hij was van huis uit spoorwegbeambte; tijdens zijn militaire dienst viel hij voor de zang. Hij ging aan het Gents conservatorium studeren, waar hij in 1884 een eerste prijs haalde in zangkunst en declamatie. Zijn debuut vond plaats in Rijsel (Opéra de Lille), waar hij in 1885 de rol van Lord Enrico Ashton vertolkte in de opera Lucia di Lammermoor van Gaetano Donizetti. Hij sloot zich aan bij de Gentse Opera (1886), de Antwerpse Opera (1887-1889) en Opéra de Lyon (1888-1891 om ten slotte te eindigen in Marseille. Na Marseille volgde in 1893 de Opéra national de Paris als solozanger, alwaar hij tot zijn dood zou zingen. Zijn eerste rol daar was de titelrol in Rigoletto van Giuseppe Verdi. In al die jaren zong hij ook in de Koninklijke Muntschouwburg in Brussel. Hij vertolkte gedurende zijn zangersleven een veelvoud aan rollen, waarbij hij af en toe ook een première meepakte, zoals op 19 februari 1897 Messidor van Alfred Bruneau. Hij zong daarbij ook in het buitenland: Berliner Hofoper, Royal Opera House en één seizoen bij de Metropolitan Opera (1908-1909). In het zomerseizoen van 1921 trad hij nog op in de Kursaal Oostende, waar hij vaker in de zomer optrad.
Hij trad ook wel eens op als concertzanger en ook dat hield hij tot het eind vol. Zijn stem is middels enkele grammofoonplaatopnamen voor Pathé bewaard gebleven. In zijn geboortestad Doornik, aan de boulevard Léopold, staat een monument met bronzen buste voor Noté de l'Opéra, Edegem heeft een Jean Notéstraat.